# 馬來西亞機場營運統計列表

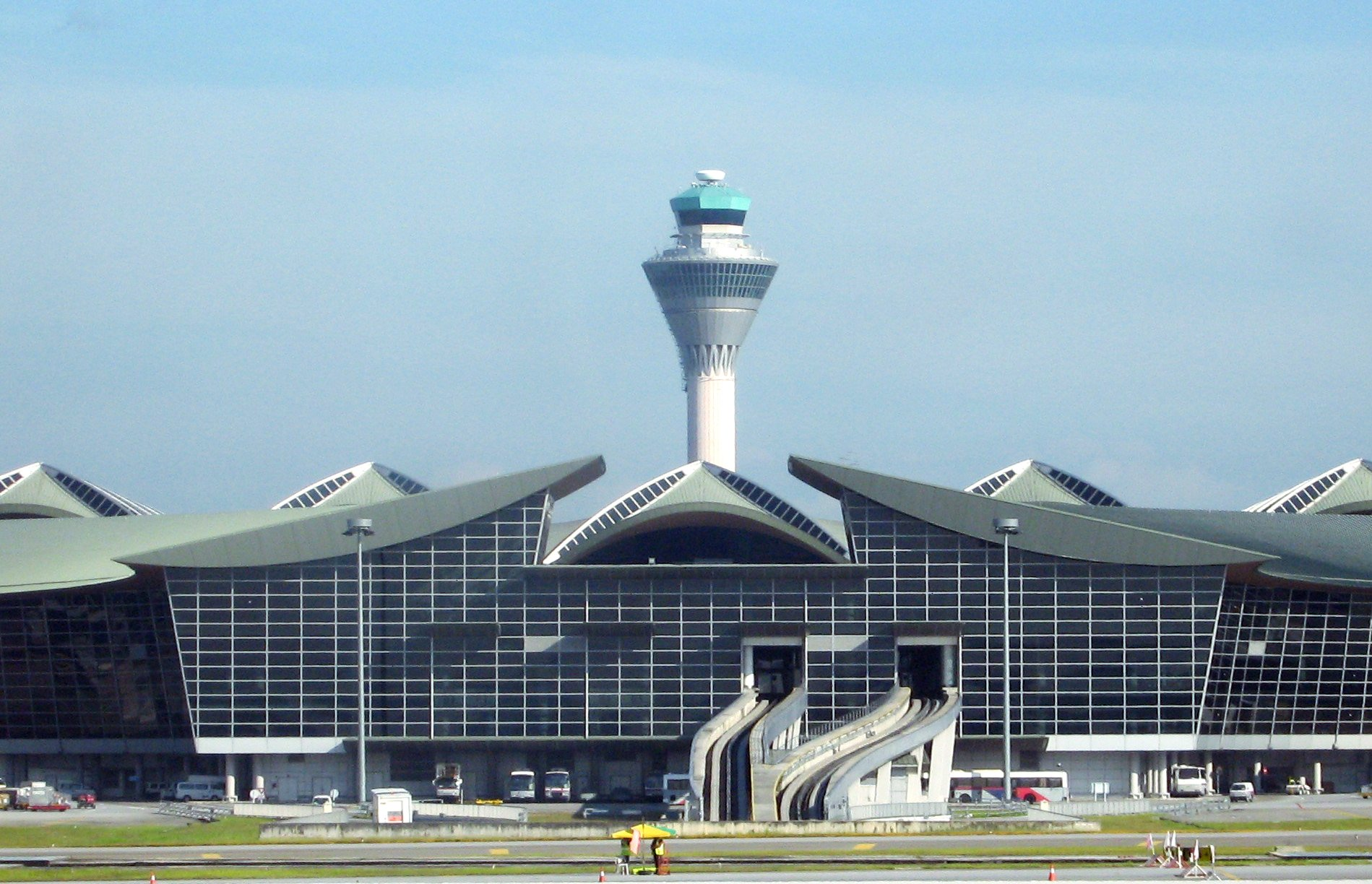
Main Terminal Building and Tower at KLIA

馬來西亞機場營運統計列表根據马来西亚机场控股發布的資料。馬來西亞旅客量最多的20個機場中，僅有吉隆坡国际机场（KLIA）具備起降A380的能力。